# Trevalga
 (septembre 2023).
Trevalga est une paroisse civile et un village des Cornouailles, en Angleterre.